# Perdido en Florencia
Perdido en Florencia (titulada en un principio The Tourist, El turista) es una película romántica estrenada en 2017. La cinta está escrita y dirigida por Evan Oppenheimer y protagonizada por Brett Dalton, Stana Katić, Alessandra Mastronardi, Marco Bonini, Alessandro Preziosi y Emily Atack. En la película aparece un deporte jugado en Florencia en el siglo XVI, el calcio florentino, una forma arcaica de fútbol.

## Reparto
- Brett Dalton: Eric Lombard
- Stana Katić: Anna
- Alessandra Mastronardi: Stefania
- Marco Bonini: Gianni
- Alessandro Preziosi: Paolo
- Emily Atack: Colleen
- Federico Marignetti: Filippo
- Niccolo Cancellieri: Ettore
- Robert Aramayo: Sal[9]

## Producción
Titulada originariamente El turista, el rodaje tuvo lugar en Florencia, Italia, durante cuatro semanas. Se empezó a filmar el 9 de junio de 2014 y se completó alrededor del 10 de julio de 2014.

## Estreno
La película se estrenó en 2016, dos años después de que producción, distribuida por Orion Pictures y Gunpwer & Sky, y fue estrenada el 27 de enero de 2017.